# Kenth Andersson (musiker)
Ej att förväxla med Kenth Anderzohn (1943–2019), musiker i Swede Singers och far till Pernilla Andersson.
Kenth Malte Georg Andersson, född 16 juni 1951 i Askers församling i Örebro län, är en svensk dansbandsmusiker.
Efter att ha spelat i olika band tillsammans med bland andra Stephan Möller var han basist i The Spotnicks från 1978 till 1984. Han var sedan basist i dansbandet Vikingarna från 1988 fram till bandets nedläggning 2004. Han var också med när bandet återkom som Nya Vikingarna från 2016 till 2017 och Vikingarna 2017-2024. Vidare har han spelat i Erik Lihms Orkester.
Kenth Andersson var från 1974 gift med Kristina Åhlander till hennes död 2019.